# Carniadactylus
Carniadactylus – rodzaj pterozaura, żyjącego w Europie podczas epoki triasu późnego (późny karnik bądź wczesny noryk, około 228 milionów lat temu). Obejmuje pojedynczy gatunek, Carniadactylus rosenfeldi.

## Budowa
Carniadactylus przypominał pod względem wyglądu i anatomii swego bliskiego krewnego Eudimorphodon, choć był od niego znacznie mniejszy. Jak Eudimorphodon, znany jest ze swoich pokrytych wieloma guzkami zębów o złożonej budowie. Obok tych podobieństw różnica wielkości pomiędzy tymi dwoma pterozaurami prawdopodobnie oznacza, że zajmowały one różne nisze ekologiczne i żywiły się innym źródłem pokarmu. Pogląd ten wspierają badań ich zębów. Podobne w budowie, zęby Carniadactylus wykazują nieznaczne tylko zużycie bądź nie wykazują go wcale, w przeciwieństwie do większego, rybożernego eudimorfodonta. Ten ostatni mógł potrafić żuć swą zdobycz. Mniejszy Carniadactylus prawdopodobnie żywił się mniejszą zdobyczą o miękkim ciele, jak robaki czy larwy owadów.

## Systematyka
W 1995 włoski paleontoog Fabio Marco Dalla Vecchia nazwał nowy gatunek rodzaju Eudimorphodon: E. rosenfeldi. Epitetem gatunkowym uhonorował w ten sposób znalazcę szczątków, Corrado Rosenfelda. holotypowi przypisano oznaczenie MFSN 1797. Niekompletny szkielet z częścią czaszki i żuchwy, ale bez ogona, został znaleziony w okolicy Udine.
Szybko stało się jasne, że analizy kladystyczne nie sytuują E. rosenfeldi jako grupy siostrzanej dla gatunku typowego eudimorfodonta, E. ranzii. Czyniło to rzeczony rodzaj parafiletycznym bądź polifiletycznym.
W celu rozwiązania tego problemu Dalla Vecchia w 2009 utworzył nowy rodzaj Carniadactylus. Gatunkiem typowym stał się Carniadactylus rosenfeldi. Nazwę rodzajową zaczerpnięto od regionu Carnia, gdzie znaleziono szczątki, oraz greckiego daktylos, czyli „palec”, odwołując się do podtrzymującego skrzydło palca typowego dla pterozaurów. Drugi okaz, MPUM 6009, został paratypem. Obejmuje on prawie kompletny szkielet, który jednak zachował się w dużej części jedynie w postaci odcisku. Jest o jedną trzecią krótszy od holotypowego. Jego rozpiętość skrzydeł wynosi około 70 cm. Rozbieżność tą Dalla Vecchia tłumaczy zmiennością wewnątrzgatunkową.
Zgodnie z wcześniejszymi analizami Alexandra Kellnera Carniadactylus uznawano za bliskiego krewnego peteinozaur z rodziny Dimorphodontidae. David Unwin później przeniósł go z dimorfodontów do Campylognathoididae. Jego pogląd wsparła analiza Dalli Vecchii, która wykazała, że Carniadactylus jest taksonem siostrzanym dla Caviramus. Jednakże bardziej dokładne analizy filogenetyczne Andresa i Myersa z 2013 wsparły oryginalną interpretację Carniadactylus jako taksonu siostrzanego dla Eudimorphodon, w związku z czym badacze reklasyfikowali go ponownie do tego rodzaju.